# Język gusii
Język gusii – język z rodziny bantu, używany w zachodniej Kenii, liczba mówiących wynosi ok. 1,5 mln.

## Fonetyka

### Samogłoski
Istnieje siedem samogłosek, z których każda może być długa lub krótka.
|                    | przednie | centralne | tylne |
| ------------------ | -------- | --------- | ----- |
| przymknięte        | i        |           | u     |
| prawie przymknięte | ɪ        |           | ʊ     |
| średnie            | ɛ        |           | ɔ     |
| otwarte            |          | a         |       |

### Spółgłoski
|                    | dwuwargowe | dziąsłowe | podniebienne | miękkopodniebienne |
| ------------------ | ---------- | --------- | ------------ | ------------------ |
| zwarte             | p b        | t         | c            | k g                |
| szczelinowe        |            | s         |              |                    |
| zwarto-szczelinowe |            |           | cç (c)       |                    |
| nosowe             | m          | n         | ɲ (ny)       | ŋ (ng')            |
| drżące             |            | r         |              |                    |
| półotwarte         | w          |           | j (y)        |                    |